# Маргарета фон Ханау (1411–1441)
Маргарета фон Ханау (на немски: Margareta von Hanau; * 1411; † 29 март или 29 април 1441) е графиня от Ханау и чрез женитба графиня на Епщайн-Диц.

## Биография
Тя е втората дъщеря на граф Райнхард II фон Ханау († 1451) и съпругата му Катарина фон Насау-Байлщайн († 1459), дъщеря на граф Хайнрих II фон Насау-Байлщайн.
Маргарета се омъжва на 13 ноември 1439 г. за граф Готфрид VIII фон Епщайн († 1465/1466). Те вероятно нямат деца.
Тя умира на 29 април 1441 г. и е погребана в църквата на Епщайн. Готфрид VIII се жени през 1451 г. за Агнес фон Рункел († 27 юли 1481).